# Lomandra
Lomandra là một chi thực vật có hoa trong họ Asparagaceae.

## Danh sách loài
- Lomandra angustifolia
- Lomandra banksii (R.Br.) Ewart
- Lomandra bracteata A.T.Lee
- Lomandra brevis A.T.Lee
- Lomandra brittanii T.S.Choo
- Lomandra caespitosa (Benth.) Ewart
- Lomandra collina (R.Br.) Ewart
- Lomandra confertifolia (F.M.Bailey) Fahn
- Lomandra cylindrica A.T.Lee
- Lomandra densiflora J.M.Black
- Lomandra drummondii (F.Muell. ex Benth.) Ewart
- Lomandra effusa (Lindl.) Ewart
- Lomandra elongata (Benth.) Ewart
- Lomandra fibrata J.M.Black
- Lomandra filiformis (Thunb.) Britten in J.Banks
- Lomandra fluviatilis (R.Br.) A.T.Lee
- Lomandra glauca (R.Br.) Ewart
- Lomandra gracilis (R.Br.) A.T.Lee
- Lomandra hastilis (R.Br.) Ewart
- Lomandra hermaphrodita (C.R.P.Andrews) C.A.Gardner
- Lomandra hystrix (R.Br.) L.R.Fraser & Vickery
- Lomandra insularis Schltr.
- Lomandra integra T.D.Macfarl.
- Lomandra juncea (F.Muell.) Ewart
- Lomandra laxa (R.Br.) A.T.Lee
- Lomandra leucocephala (R.Br.) Ewart
- Lomandra longifolia Labill.
- Lomandra maritima T.S.Choo
- Lomandra micrantha (Endl.) Ewart
- Lomandra montana (R.Br.) L.R.Fraser & Vickery
- Lomandra mucronata (R.Br.) A.T.Lee
- Lomandra multiflora (R.Br.) Britten in J.Banks
- Lomandra nana (A.T.Lee) A.T.Lee
- Lomandra nigricans T.D.Macfarl.
- Lomandra nutans T.D.Macfarl.
- Lomandra obliqua (Thunb.) J.F.Macbr.
- Lomandra odora (Endl.) Ewart
- Lomandra ordii (F.Muell.) Ewart
- Lomandra patens A.T.Lee
- Lomandra pauciflora (R.Br.) Ewart
- Lomandra preissii (Endl.) Ewart
- Lomandra purpurea (Endl.) Ewart
- Lomandra rigida Labill.
- Lomandra rupestris (Endl.) Ewart
- Lomandra sericea (Endl.) Ewart
- Lomandra sonderi (F.Muell.) Ewart
- Lomandra sororia (F.Muell. ex Benth.) Ewart
- Lomandra spartea (Endl.) Ewart
- Lomandra spicata A.T.Lee
- Lomandra suaveolens (Endl.) Ewart
- Lomandra teres T.D.Macfarl.
- Lomandra tropica A.T.Lee

## Hình ảnh

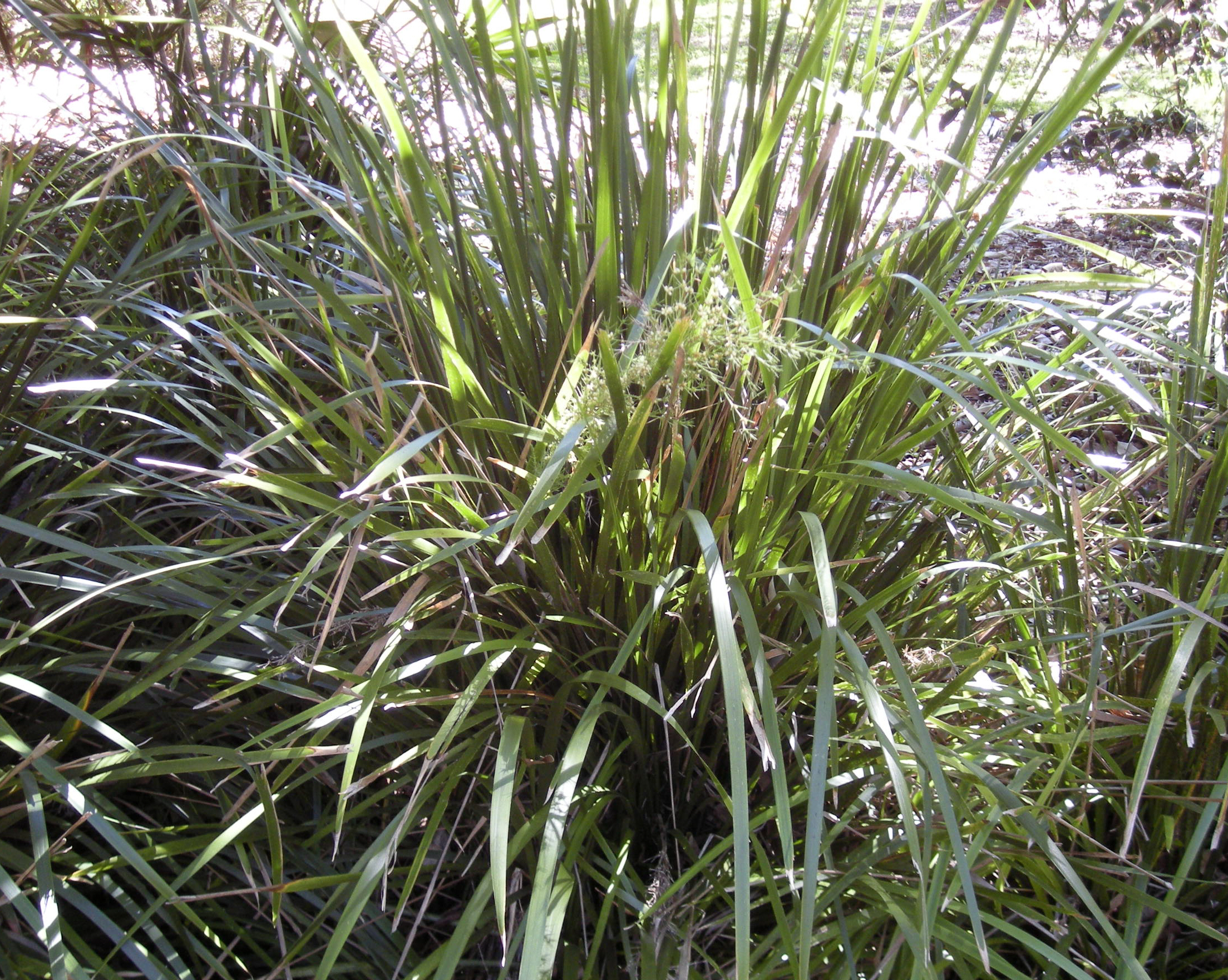
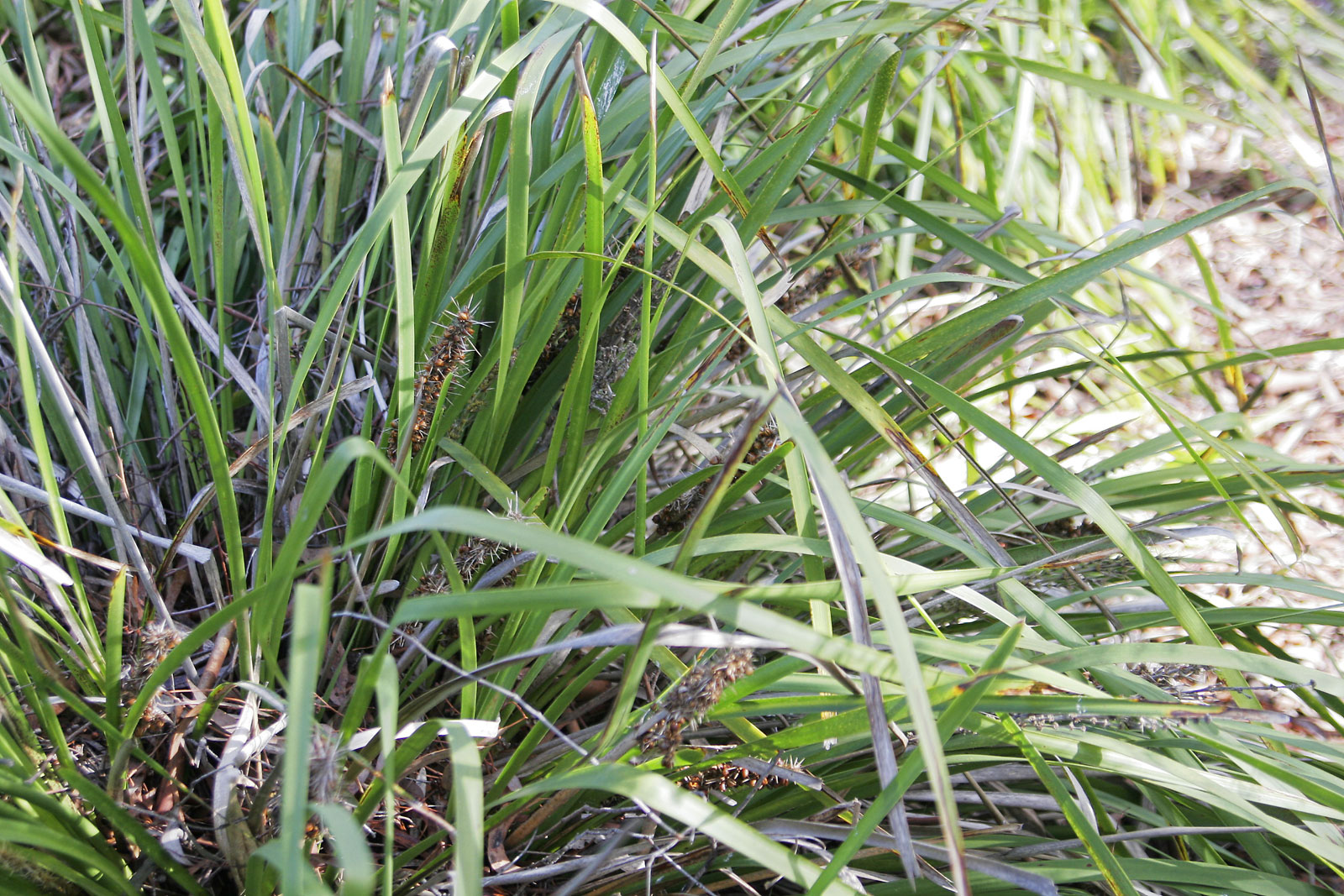
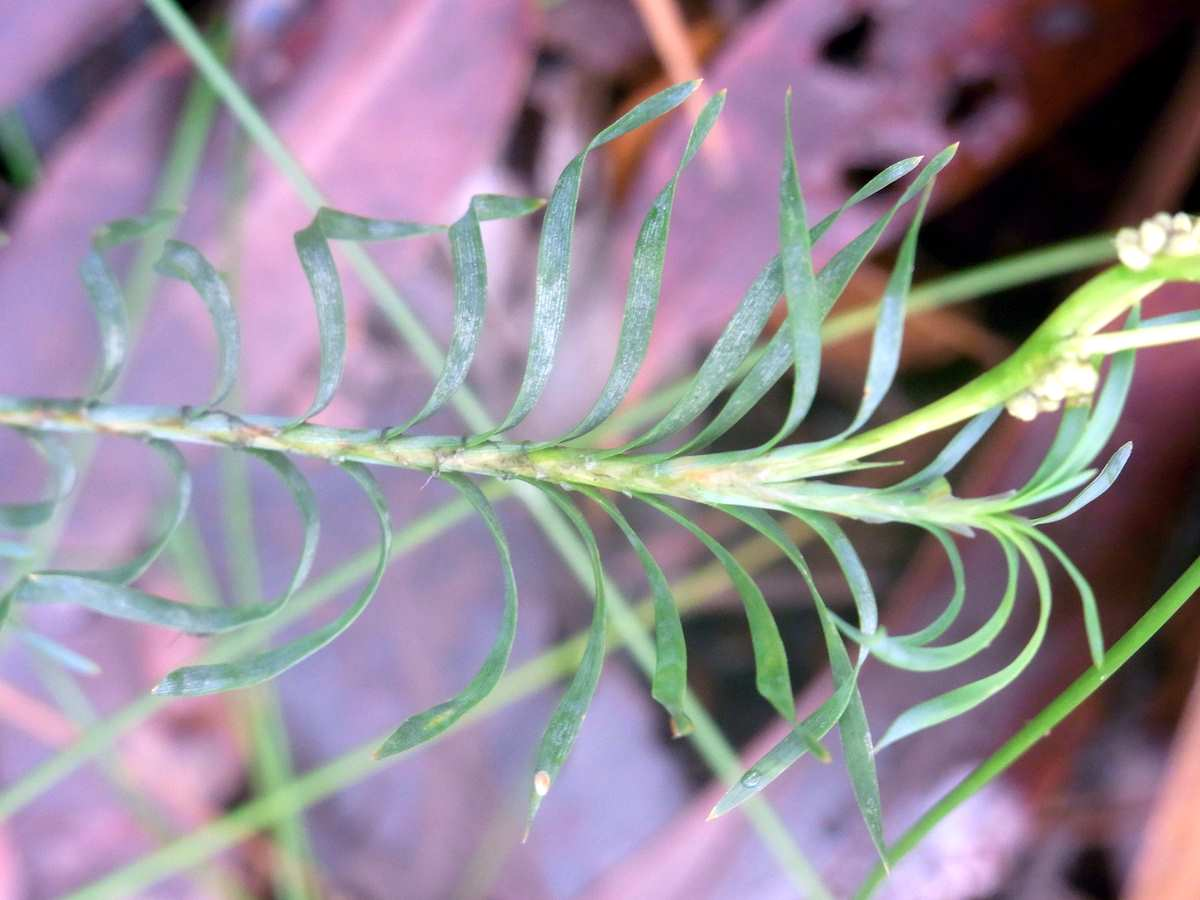